# Cynanchica setulosa
Cynanchica setulosa — вид квіткових рослин родини маренових (Rubiaceae).

## Біоморфологічна характеристика
Це багаторічна рослина 30—50 см заввишки. Стебла висхідні, нечисленні, в нижній частині, разом з листям волосисті. Листки прямі, шершаві. Віночок рожевий, на краю дрібно щетинистий.

## Поширення
Болгарія, Румунія, Україна.
В Україні вид росте на приморських пісках у степовій зоні — у Степу.